# 塔尔马辛
塔尔马辛是德国巴伐利亚州的一个市镇。总面积37.10平方公里，总人口3313人，其中男性1626人，女性1687人（2011年12月31日），人口密度89人/平方公里。